# 佐藤博久
佐藤 博久（さとう ひろひさ、1955年11月30日 - ）は、日本の実業家。東京都出身。株式会社ネクスフューチャープロダクション代表取締役最高経営責任者、株式会社ネクスエンタテインメント取締役副社長、株式会社ビービットアドバイザー、デジタルハリウッド大学デジタルコミュニケーション学部客員教授・大学院デジタルコンテンツ研究科客員教授。
株式会社タカラ代表取締役社長（第2代）、株式会社セガ執行役員、株式会社エムティーアイ取締役副社長、株式会社ミュージック・ドット・ジェイピー代表取締役社長などを歴任した。

## 来歴・人物

### タカラ
開成高等学校、慶應義塾大学法学部政治学科を卒業。もの作りに興味や関心があったため、玩具業界を志す。修行として北海道で1年間研鑽を積み、ビジネススクールを経て、タカラに入社する。入社後はマーケティングを担当し、のちに、事業部長に昇格した。『トランスフォーマー』シリーズの日本導入にも携わり、アニメ版の『戦え!超ロボット生命体トランスフォーマー2010』や『トランスフォーマー ザ☆ヘッドマスターズ』ではプロデューサーを務めている。
1994年、佐藤安太がタカラの社長を退いて会長に就任したため、博久が後任の社長に就任した。1999年、タカラの社長を退任することとなり、後任の社長には佐藤安太が会長と兼任する形で再び就任した。

### エムティーアイ
セガの執行役員などを経て、2001年にエムティーアイの副社長に就任した。その後、エムティーアイと関連が深いミュージック・ドット・ジェイピーの社長に就任し、着メロなどの事業を手がけた。

### ネクスエンタテインメント
セガの子会社であったネクステックがマネジメント・バイアウトを行う際、当時の経営陣らとともに資金調達に協力した。マネジメント・バイアウト成功後、ネクステックはネクスエンタテインメントに社名を変更した。佐藤は同社にて副社長に就任し、マネジメント・バイアウトした経営陣らに対してアドバイスなどを行っている。

### ネクスフューチャープロダクション
2009年、ライセンス事業を手がけるネクスフューチャープロダクションを設立し、最高経営責任者に就任した。ライセンサーとライセンシーの間を取り持つ事業を展開している。また、デジタルハリウッド大学のデジタルコミュニケーション学部、および、同大学の大学院のデジタルコンテンツ研究科にて客員教授に就任し、ライセンスやキャラクタービジネスに関する講義を行っている。そのほかにも、ビービットのアドバイザーとして経営戦略を指南するなど、経営コンサルティング的な活動も行っている。

## エピソード
日本企業の経営陣の問題点として、人財育成やコミュニケーション能力を挙げている。「日本の経営者っていうのは、人の育て方とか、社員に対する話し方が上手くないように思います。基本的に日本人は真面目だし勤勉なので、ちょっと上手く話すだけで、良く働いてくれるんです」と語っている。
尊敬する人物として、ウォルト・ディズニーを挙げている。

## 家族
タカラを創業し、初代および第3代の社長を務めた佐藤安太は、佐藤博久の父に当たる。また、タカラの第4代社長を務めた佐藤慶太は、博久の弟に当たる。

## 略歴
- 1979年 - 慶應義塾大学卒業。
- 1994年 - タカラ社長。
- 1999年 - セガ執行役員。
- 2001年 - エムティーアイ副社長。

## 作品

### テレビアニメ
- 戦え!超ロボット生命体トランスフォーマー2010（1986年 - 1987年） - プロデューサー
- トランスフォーマー ザ☆ヘッドマスターズ（1987年 - 1988年） - プロデューサー

### OVA
- 破妖の剣 漆黒の魔性（1992年） - 製作
- ミュータント・タートルズ 超人伝説編（1996年） - 企画
- Licca the movie リカちゃん リカちゃんとヤマネコ星の旅（1997年） - 企画

### 実写映画
- くまちゃん（1993年） - 製作

### アニメーション映画
- CG版ビーストウォーズ 激突!ビースト戦士（1998年） - 製作総指揮
- ビーストウォーズII ライオコンボイ危機一髪!（1998年） - 製作総指揮
- CG版ビーストウォーズメタルス（1998年） - 製作総指揮